# Volucella linearis
Volucella linearis är en tvåvingeart som beskrevs av Walker 1852. Volucella linearis ingår i släktet humleblomflugor, och familjen blomflugor. Inga underarter finns listade i Catalogue of Life.